# Missing in Action
Missing in Action is een Amerikaanse oorlogs-/actiefilm uit 1984 van regisseur Joseph Zito. De productie werd in één tijdsbestek gefilmd met Missing in Action 2: The Beginning en was oorspronkelijk het vervolg daarop, maar na afronding van de opnames werd de volgorde omgedraaid.

## Verhaal
James Braddock (Chuck Norris) werd tijdens de Vietnamoorlog krijgsgevangen genomen. Na zeven jaar ontsnapte hij destijds uit het detentiekamp. Het is inmiddels tien jaar later en Braddock is niet langer een militair, wanneer hij gevraagd wordt voor een speciaal team van de Amerikaanse regering. Dat heeft aanwijzingen dat er nog steeds Amerikaanse soldaten gevangenzitten en willen dat het team dit ter plaatse uitzoekt. Aangekomen in Ho Chi Minhstad blijkt het gerucht waar. Er worden militairen al jaren onder erbarmelijke omstandigheden gevangen gehouden onder het bewind van generaal Trau (James Hong). Wanneer overlegpogingen van de meegereisde diplomate Ann (Lenore Kasdorf) tot niets leiden, onderneemt Braddock samen met zijn vroegere dienstmaat Tuck (M. Emmet Walsh) een geheime missie om de gevangenen met geweld thuis te krijgen.

## Rolverdeling
| Acteur                | Personage          |
| --------------------- | ------------------ |
| Chuck Norris          | James Braddock     |
| M. Emmet Walsh        | Jack "Tuck" Tucker |
| David Tress           | Maxwell Porter     |
| Lenore Kasdorf        | Ann Fitzgerald     |
| Ernie Ortega          | Vinh               |
| James Hong            | Tran               |
| Erich Anderson        | Masucci            |
| Pierrino Mascarino    | Jacques            |
| Joseph Carberry       | Carter             |
| Avi Kleinberger       | Dalton             |
| GK Tahmid             | Dalton's broer     |
| Willie Williams       | Randall            |
| Bella Flores          | Madame Pearl       |
| Augusto Victa         | Yung               |
| Jean-Claude Van Damme | soldaat            |

## Achtergrond
De film is gebaseerd op geruchten naar aanleiding van de Vietnamoorlog. Er zouden na de strijd in het geheim nog steeds Amerikaanse militairen gevangen hebben gezeten in Noord-Vietnam. Deze speculaties kwamen mede voort uit het gegeven dat veel gesneuvelde Amerikaanse soldaten geregistreerd werden als Missing In Action omdat hun lichamen niet meer geborgen konden worden.

## Vervolgen
- Missing in Action 2: The Beginning (1985)
- Braddock: Missing in Action III (1988)